# نیروگاه هسته‌ای فوچینگ
نیروگاه هسته‌ای فوچینگ (به لاتین: Fuqing Nuclear Power Plant) یک نیروگاه هسته‌ای در چین است که در فواکینگ واقع شده‌است.